# 梅内美華子
梅内 美華子（うめない みかこ、1970年4月28日 - ）は、歌人。短歌結社「かりん」所属。

## 来歴
青森県八戸市出身。青森県立八戸高等学校、同志社大学文学部文化学科卒業。
小学生の頃より作歌を開始し、1988年、高校生の時に「歌林の会」入会、馬場あき子に師事。同年、作品「放物線」50首で第34回角川短歌賞最終候補となる。大学生時代は京都大学短歌会に所属。吉川宏志、島田幸典、林和清らとともに京大短歌黄金時代のひとつを彩った。
1991年、作品「横断歩道（ゼブラ・ゾーン）」50首で第37回角川短歌賞を受賞する。2001年、『若月祭』で第1回現代短歌新人賞を受賞。NHK歌壇の司会もつとめる。2008年より角川短歌賞選考委員。2012年、『エクウス』で芸術選奨新人賞および第8回葛原妙子賞を受賞。「あぢさゐの夜」20首で第48回短歌研究賞を受賞。2013年、青森県褒章。読売新聞地方版・よみうり文芸選者。
第一歌集『横断歩道（ゼブラ・ゾーン）』の頃は俵万智の影響がみられるが、「自立した女性像」を青春の叙情とともに描いた芯の強い歌風に特色がある。第二歌集『若月祭』以降には巧みな叙景を用いた重厚さのある歌が多く詠まれるようになった。

## 著書
- 第1歌集『横断歩道（ゼブラ・ゾーン）』（1994・雁書館）
- 第2歌集『若月祭』（1999・雁書館）
- 『横断歩道／若月祭』（2002・雁書館〈2 in 1 シリーズ〉）
- 第3歌集『火太郎』（2003・雁書館）
- 第4歌集『夏羽』（2007・短歌研究社） ISBN 978-4862720184
- 第5歌集『エクウス』（2011・角川学芸出版） ISBN 978-4046217578
- 『セレクション歌人 梅内美華子集』（2011・邑書林） ISBN 978-4897094243
- 『現代歌枕―歌が生まれる場所』（2013・NHK出版） ISBN 978-4140162118
- 『ここからはじめる短歌』（監修、2015・ナツメ社） ISBN 978-4816359088
- 第6歌集『真珠層』（2016・短歌研究社） ISBN 978-4862725011
- 『日本の美しい言葉辞典』（監修、2020・ナツメ社） ISBN 978-4816368509